# Alfa Romeo Alfa 6
L'Alfa Romeo Alfa 6 était une voiture au sommet de la gamme du constructeur italien Alfa Romeo, produite entre 1979 et 1986. L'Alfa 6 dut assurer la difficile tâche de reprendre le rôle de l'Alfa Romeo 2600, une grosse berline puissante se posant en concurrente directe des modèles haut de gamme allemands BMW et Mercedes-Benz.

## Conception

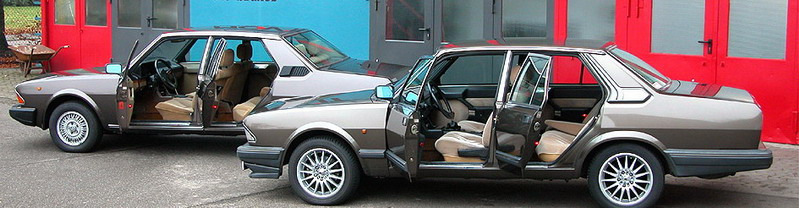
Les 2 séries Alfa 6 de profil

L'Alfa Romeo Alfa 6, projet AR 119, est une très imposante berline italienne. Elle a été étudiée initialement et mise au point en 1971 et 1972 pour une commercialisation en 1973 mais la guerre du Kippour et la crise pétrolière qui s'ensuivit vinrent freiner son lancement et sa mise en fabrication, qui furent retardés de 6 ans. Lors de son lancement en 1979, le style de la ligne de carrosserie n'a pas été revu et a beaucoup vieilli, à tel point que certains considèrent que le modèle est déjà vieux avant de commencer sa carrière. Sa largeur insuffisante, à peine 1,67 m, ne correspond plus au goût de la clientèle aisée, plus habituée désormais aux voitures larges et basses.

## Motorisations
L'Alfa 6, mue par le traditionnel V6 de 2,5 litres de cylindrée et ses 6 carburateurs Dell'Orto simple corps, est assez gloutonne :  sa consommation dépasse les 14 litres de super aux 100 km (impensable en pleine crise pétrolière, d'où un report de commercialisation !).
Cette forte consommation est due à la cylindrée du moteur, à sa puissance élevée et au poids important du véhicule. La finition, qui n'avait jamais été le point de référence du constructeur, s'avère en revanche de très haute facture.
Afin de ne pas être surtaxée en Italie et sur certains marchés étrangers, Alfa Romeo présente une version équipée d'un puissant 2.0 litres V6 de 135 ch. 
Ce n'est qu'en 1983 que l'Alfa 6 est dotée d'un moteur diesel à 5 cylindres VM Motori  et subit alors un léger restylage de la face avant.

## Historique
- Entre 1976 et 1982
  - V6 - 2 492 cm3 - 6 carburateurs Dell'orto - 116 kW / 158 ch DIN - 224 N m à 4 000 tr/min
- À partir de 1983
  - V6 Quadrifoglio Oro - 2 492 cm3 à injection électronique - 116 kW / 158 ch - 215 N m à 3 600 tr/min,
  - 2.0 V6 - 1 997 cm3 - 6 carburateurs Dell'orto - 99 kW / 135 ch - 178 N m à 4 500 tr/min,
  - 2.5 L5 - Turbo diesel 2 494 cm3 - 77 kW / 105 ch - 206 N m à 2 400 tr/min

En 1986 la fabrication est arrêtée après 12.288 exemplaires produits (6.372 de la série 1 jusqu'en mai 1983, un peu moins de 6.000 série 2 de juin 1983 à décembre 1986). Certaines rumeurs ont fait état que les derniers exemplaires construits fin 1983 furent stockés sur le site industriel d'Arèse avant d'être exportés deux ans plus tard en Pologne et dans les pays du Bloc de l'Est.
Sa descendante, l'Alfa Romeo 164, ne sera lancée que fin 1987.